# روكستون فالس (كيبك)
روكستون فالس (بالإنجليزية: Roxton Falls, Quebec)‏ هي local municipality of Quebec تقع في كندا في أكتون فال ‏. يقدر عدد سكانها بـ 1,265 نسمة ومساحتها 5.10 كم2 .